# Peter Blix

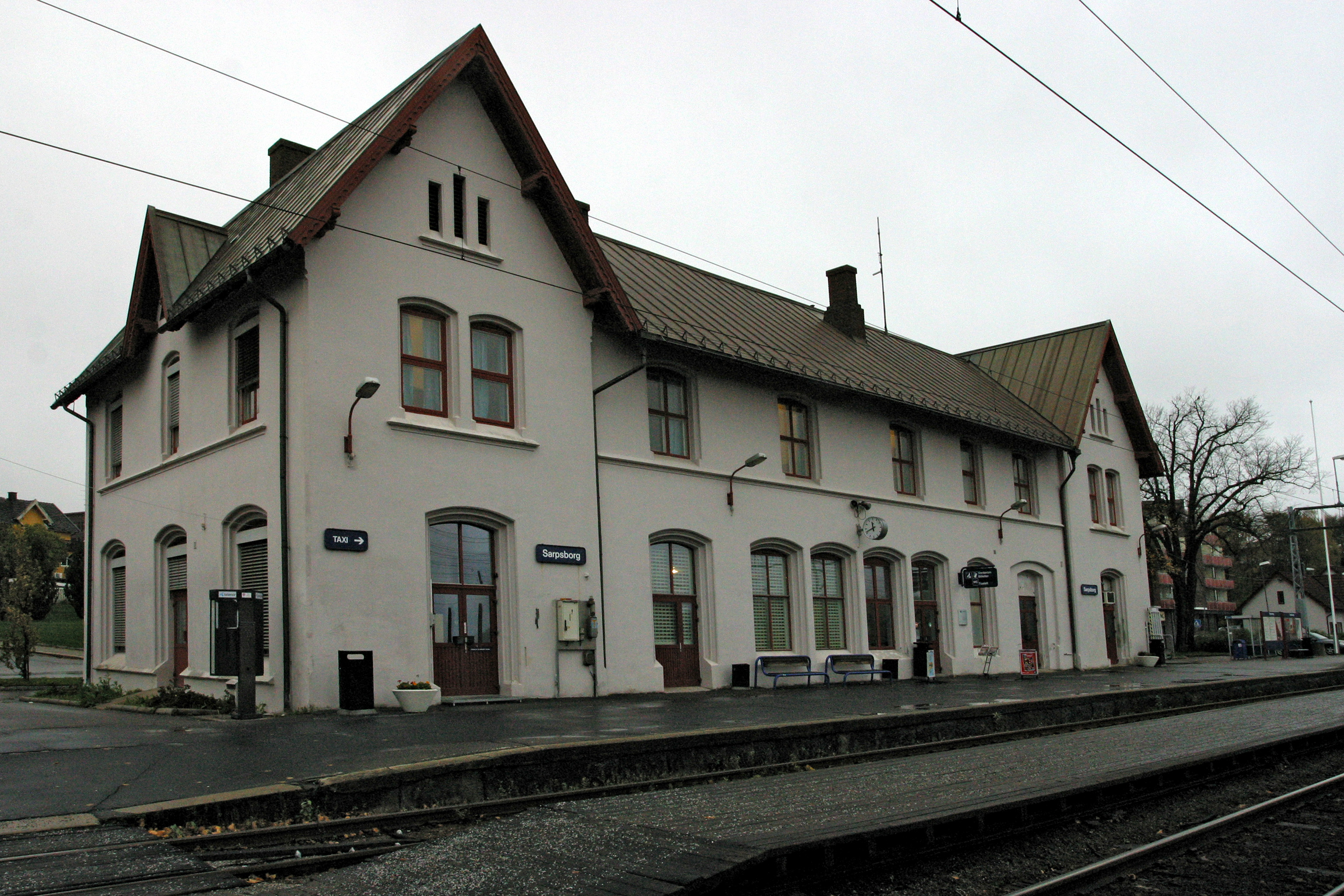
Estación de ferrocarril de Sarpsborg.

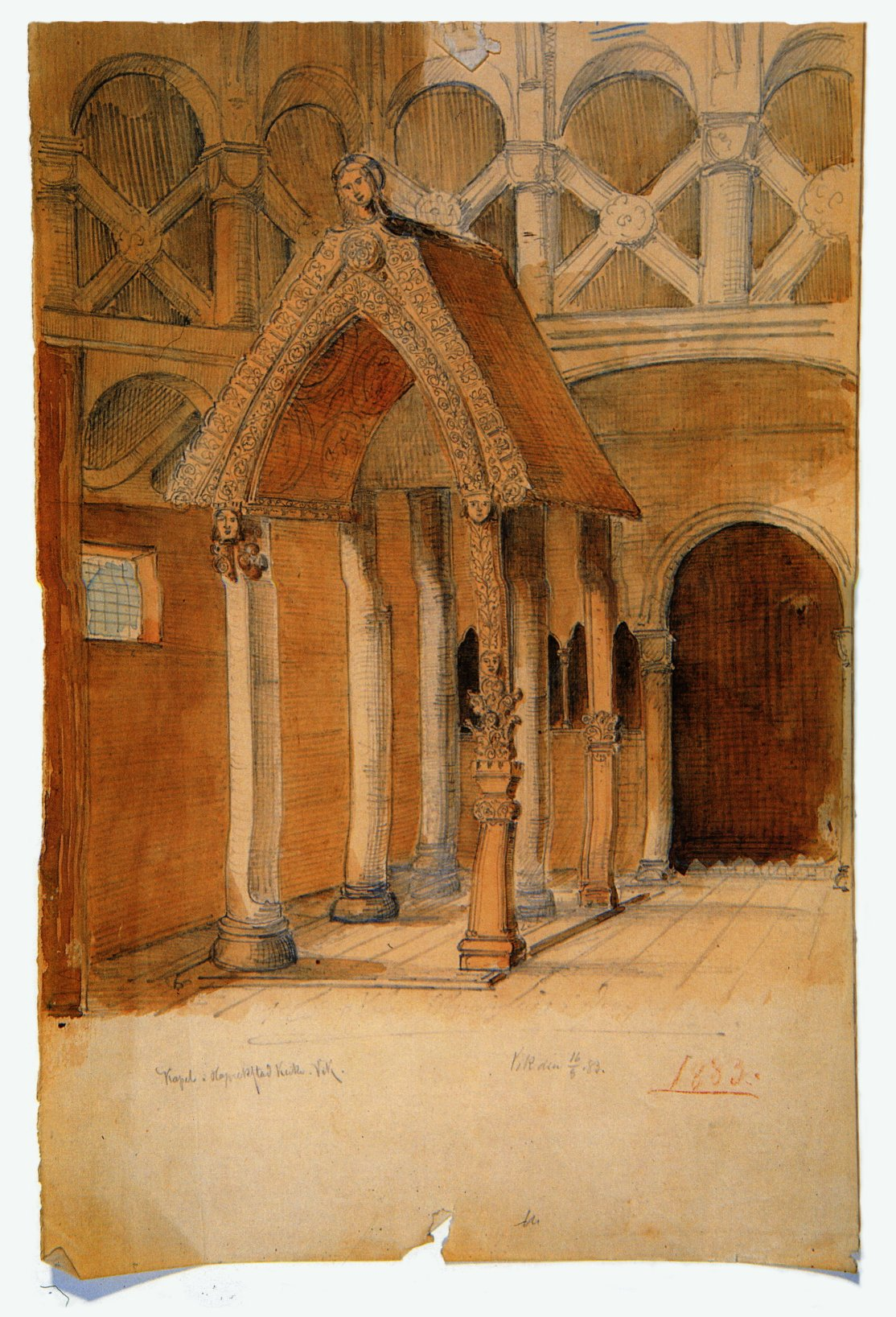
Acuarela del interior de la iglesia de madera de Hopperstad.

Peter Andreas Blix (Frederiksvern, 4 de noviembre de 1831 - Vik, 31 de enero de 1901) fue un arquitecto e ingeniero noruego.
Cursó sus estudios profesionales en Hanóver y Karlsruhe, Alemania, en el periodo entre 1851 y 1855.
De 1856 a 1863 trabajó en obras de canalización de cuerpos de agua dulce. Posteriormente se trasladó a Bergen, donde trabajó como arquitecto privado. En esa ciudad edificó varios edificios residenciales en "estilo suizo", un estilo arquitectónico de moda entonces en Noruega que se inspiraba en los chalets de Suiza. 
Blix es también bastante conocido como el arquitecto del ferrocarril, trabajando en varias líneas ferroviarias noruegas. Son características sus estaciones de estilo neogótico construidas en ladrillo, siendo las más conocidas las de Moss, Fredrikstad, Sarpsborg y Halden.
Fue miembro de la Sociedad para la Conservación de Monumentos Antiguos Noruegos, encargada de revalorar el patrimonio histórico del país. Aportó medios económicos a la sociedad para comprar la iglesia medieval de Moster. Fue contratado, junto a Christian Christie, para la restauración de la Catedral de Bergen, un antiguo templo gótico, entre 1880 y 1883. En la década de 1890 fue contratado para rehabilitar el Castillo de Akershus, en Oslo.
Fue una figura central para la remodelación de la iglesia de Hove y de la iglesia de madera de Hopperstad, ambas en la provincia de Sogn og Fjordane. Falleció en 1901, y sus restos reposan en la iglesia de Hove.